# Cinnamomum inunctum
Cinnamomum inunctum är en lagerväxtart som beskrevs av Carl Daniel Friedrich Meisner. Cinnamomum inunctum ingår i släktet Cinnamomum och familjen lagerväxter. Inga underarter finns listade i Catalogue of Life.